# Pałac w Kuźnicy Czarnkowskiej
Pałac w Kuźnicy Czarnkowskiej – zabytkowy, neorenesansowy pałac, znajdujący się w Kuźnicy Czarnkowskiej, w powiecie czarnkowsko-trzcianeckim, w województwie wielkopolskim.
Pałac został zbudowany w pierwszej połowie XIX wieku. Piętrowy, cały murowany, o boniowanych narożnikach, nosi cechy neorenesansowe. Obecnie w ruinie.

W pobliżu znajduje się oficyna z 1840 roku oraz park o powierzchni 6,3 ha z drugiej połowy XVIII wieku, o dobrze zachowanym starodrzewie.